# Kemal Karahodžić
Kemal Karahodžić (in serbo Кемал Карахоџић?; Bačka Topola, 26 luglio 1989) è un cestista serbo naturalizzato ungherese.

## Carriera
Con l'Ungheria ha disputato i Campionati europei del 2017.